# Joël Brachet
Joël Claude Robert Brachet (* 26. November 1950 in Les Sables-d’Olonne; † 1. Juli 2018 in Olonne-sur-Mer) war ein französischer Autorennfahrer.

## Karriere im Motorsport
Joël Brachet war in seiner Karriere einmal beim 24-Stunden-Rennen von Le Mans am Start. 1975 fuhr er einen von André Wicky gemeldeten Porsche 908/02. Teamkollegen waren Max Cohen-Olivar und Philippe Carron. Der Porsche fiel nach 161 gefahrenen Runden nach einem Kupplungsschaden aus.

## Statistik

### Le-Mans-Ergebnisse
| Jahr | Team              | Fahrzeug      | Teamkollege      | Teamkollege     | Platzierung | Ausfallgrund     |
| ---- | ----------------- | ------------- | ---------------- | --------------- | ----------- | ---------------- |
| 1975 | Wicky Racing Team | Porsche 908/2 | Max Cohen-Olivar | Philippe Carron | Ausfall     | Kupplungsschaden |